# Koloman (Heiliger)

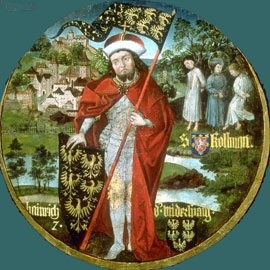
Darstellung Heinrichs I. auf dem Babenberger-Stammbaum (Stift Klosterneuburg) mit dem Martyrium des hl. Koloman im Hintergrund

Der heilige Koloman (* Irland; † 17. Juli 1012 bei Stockerau) – auch: Coloman, Kolman – soll ein irischer Königssohn gewesen sein, der auf einer Pilgerreise ins Heilige Land bei Stockerau gefangen genommen und hingerichtet wurde.

## Leben

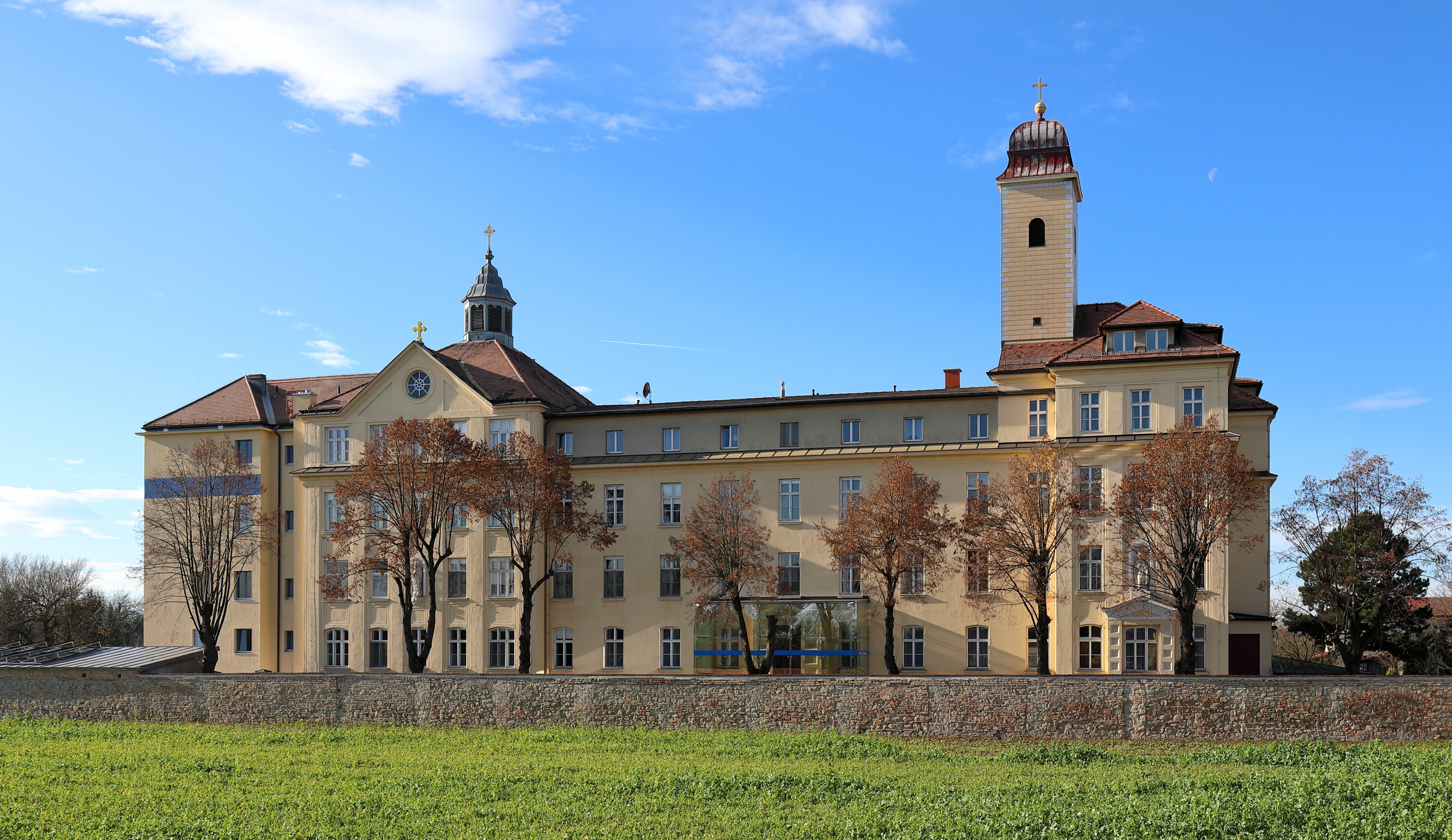
Kloster St. Koloman in Stockerau

Aus dem Leben des Heiligen ist nicht viel bekannt. Die Legende berichtet, dass er ein irischer Königssohn oder Wanderprediger war, der sich auf eine Wallfahrt zu den heiligen Stätten in Jerusalem begab. Zu jener Zeit kam es zu etlichen Auseinandersetzungen zwischen König Heinrich II. und Herzog Bolesław I. Chrobry von Polen. Koloman wurde aufgrund seines fremdartigen Aussehens für einen böhmischen Spion gehalten und bei Stockerau in Niederösterreich festgenommen. Nach einem Martyrium wurde er zwischen zwei Mördern an einem dürren Holunderstrauch erhängt. Diese Szene ist auch auf dem Babenberger-Stammbaum, einem sechs mal vier Meter breiten Tafelbild, dargestellt, das in den Jahren 1489 bis 1492 von Hans Part geschaffen wurde. Im Garten des Klosters St. Koloman in Stockerau kann man einen zu einem Baum ausgewachsenen Holunderstrauch betrachten, der bereits oft neu ausgetrieben hat und der der besagte Holunder sein soll. Nach einer weniger bekannten Legende wurde Koloman nicht erhängt, sondern erschlagen.
Als zum Tode Verurteilter wurde er nicht begraben. Sein Leichnam zeigte jedoch auch nach einiger Zeit noch keine Verwesungsmerkmale und der Legende nach stellten sich bald zahlreiche Wunder ein. Daher wurde Koloman in der sich im Bereich des heutigen Klosters befindlichen damals relativ neu errichteten Kirche in Stockerau erstmals beigesetzt, worauf noch zahlreiche Wunder an seinem Grab geschehen sein sollen. Das führte dazu, dass Koloman zwei Jahre nach seinem Tod in die damalige Residenz der Babenberger nach Melk überführt und dort am 13. Oktober 1014 beigesetzt wurde, dieser Tag ist bis heute sein Festtag. Darüber hinaus feiern der Konvent des Stiftes Melk sowie die Schwestern im Kloster St. Koloman auch den wesentlich später entstandenen Festtag am 17. Juli.
Frühe Berichte über das Leben des heiligen Koloman finden sich bei Thietmar von Merseburg in dessen Chronik zum Jahr 1017 sowie in der Passio sancti Cholomanni des Melker Abtes Erchenfried († 1163).

## Verehrung

### Grablegung und Reliquien
Durch die Verehrung des Volkes wurde Markgraf Heinrich I. auf Koloman aufmerksam. Eine Kommission überprüfte die Wunder und ließ das Grab öffnen. Koloman wurde unverwest vorgefunden. Heinrich ließ Kolomans Leichnam von Stockerau nach Melk überführen, wo er am 13. Oktober 1014 vom Eichstätter Bischof Megingaud in der St. Peterskirche außerhalb der Melker Burg ein zweites Mal beigesetzt wurde. Dies wird in der Passio S. Cholomanni, die aus der Mitte des 12. Jahrhunderts stammt, berichtet.
Im Mai 1244 schrieb Papst Innozenz IV. an den Bischof von Passau, dass Kolomans Gedächtnistag, der sogenannte Kolomanitag, aufgrund der vom Herzog Friedrich II. berichteten Wunder an Kolomans Grab als Feiertag in ganz Österreich und den anliegenden Provinzen begangen werden solle. Dies war Teil von Friedrichs Bemühungen, ein eigenes Landesbistum in Wien zu erhalten. Auch eine Überführung der Gebeine Kolomans an den zu gründenden Bischofssitz war geplant, es wird angenommen, dass dafür eine eigene Kapelle südlich neben dem Stephansdom errichtet werden sollte. Die Hauptachse dieses Kapellenbaus wurde auf den Sonnenaufgang am Kolomansfest (13. Oktober) ausgerichtet. Die Reste der nie fertig gestellten Kapelle sind als Virgilkapelle zugänglich. Vereitelt wurden diese Pläne durch den Tod Friedrichs.

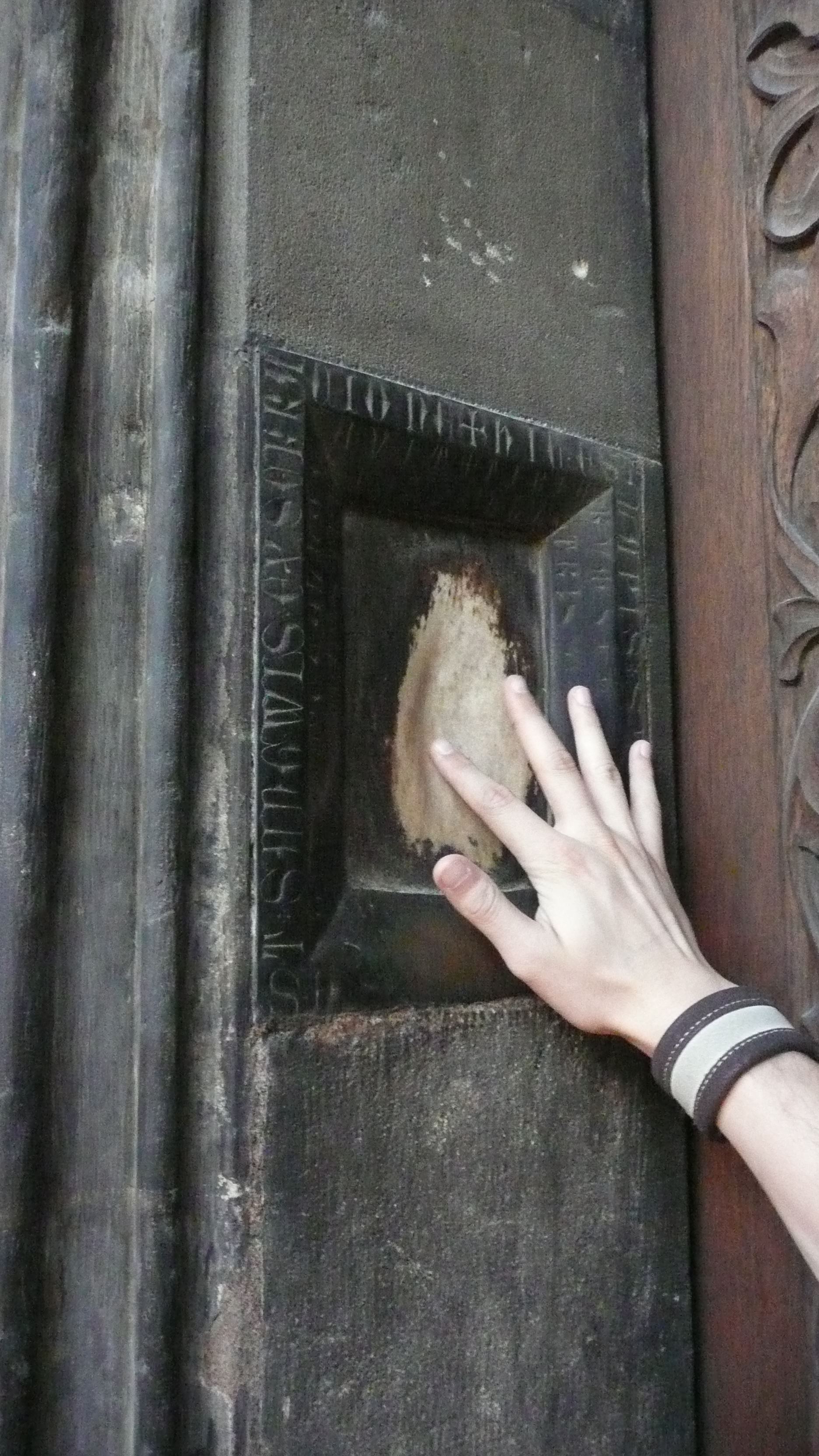
Kolomanistein am Bischofstor des Stephansdoms in Wien

Zwischenzeitlich waren die Gebeine auf Druck des ungarischen Königs nach Ungarn verbracht worden. Koloman wurde aber bald wieder zurückgeholt, da durch die widerrechtliche Umsetzung große Naturkatastrophen aufgetreten sein sollen. Dabei soll der Kopf, jedoch ohne Unterkiefer, in Stuhlweißenburg (Székesfehérvár) geblieben sein. Der Unterkiefer wurde 1752 in der Kolomanimonstranz gefasst. Sie wird jährlich am Kolomanitag gezeigt. Rudolf IV. ließ 1362 für Koloman ein prunkvolles Grabmal errichten. Er war es auch, der 1361 den Kolomanistein in das Bischofstor des Stephansdomes zu Wien einmauern ließ.
Der Kolomanistein ist in Messing gefasst und trägt die Umschrift: “Hic est lapis, super quem effusus est sanguis ex serratione tibiarum S. Colomanni Martyris, quem huc collocavit illustris Dominus Rudolphus IV. Dux Austriae” (auf Deutsch: „Dies ist der Stein, über den sich das Blut durch die Zersägung der Schienbeine des heiligen Kolomans, des Märtyrers, ergossen hat und den der berühmte Herr Rudolf IV., Herzog von Österreich hierher gesetzt hat.“). Hinter dem Stein fand man eine Bleikassette mit einem Pergamentstreifen. Demnach sollen hinter dem Stein mehrere Reliquien eingemauert worden sein. Der Stein selbst ist eine Berührungs- und Sekundärreliquie, die zum Zeitpunkt des Einbaues noch sichtbare Blutspuren Kolomans gezeigt haben soll.
Die Gebeine des Heiligen wurden mindestens noch ein weiteres Mal umgebettet, denn heute befinden sie sich im linken vorderen Seitenaltar der Stiftskirche Melk.

### Verehrung außerhalb Österreichs

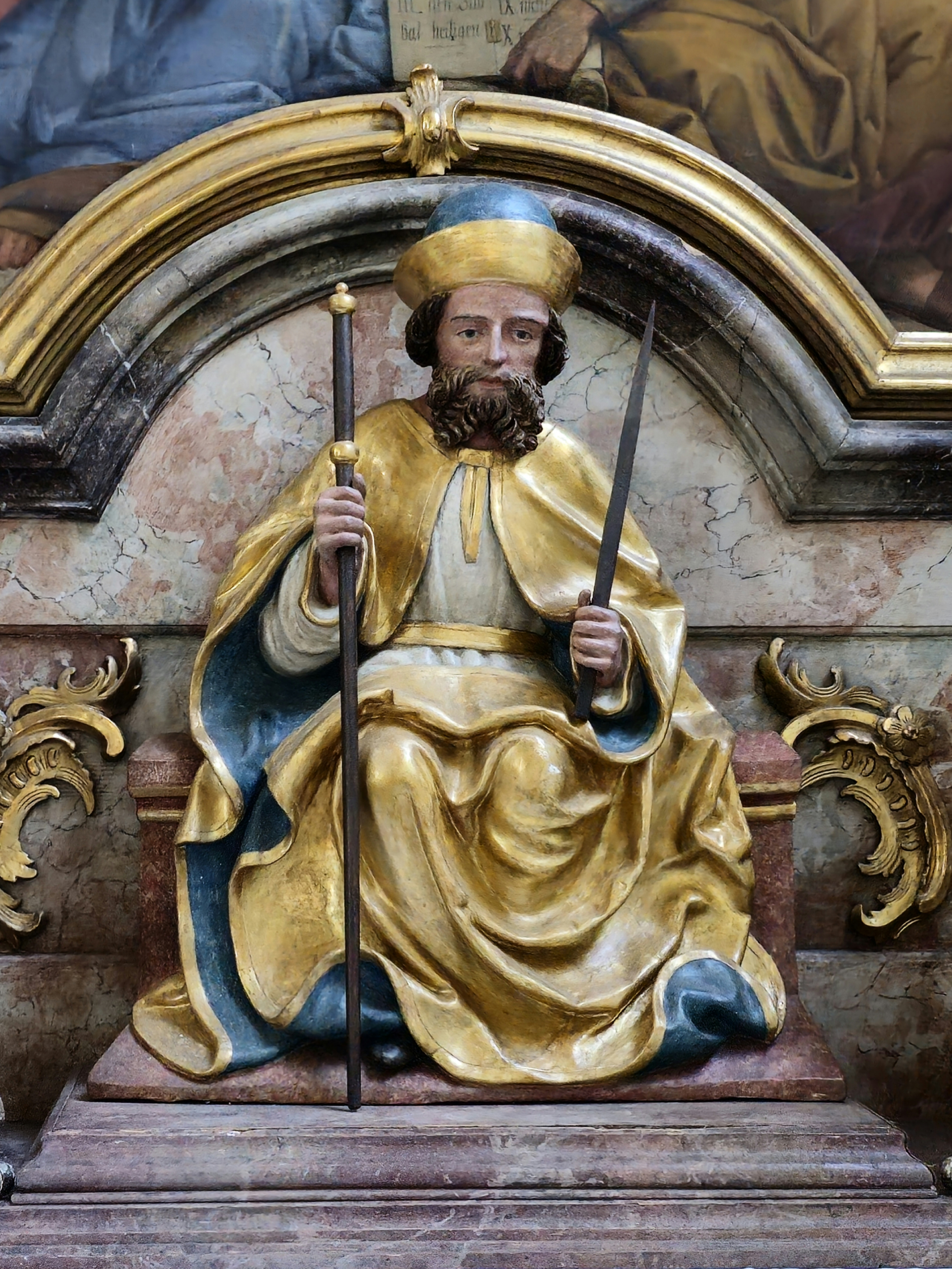
Spätgotische Koloman-Sitzfigur in der Pfarrkirche St. Michael in München-Perlach

Die Verehrung des Heiligen Koloman verbreitete sich nicht nur in Österreich, sondern auch in der Kurpfalz, im heutigen Bayern, in Schwaben und in Irland, wo ihm zahlreiche Kirchen geweiht sind, und insbesondere im Königreich Ungarn, wohin die Gebeine des Heiligen zeitweise entführt und in der ungarischen Krönungsstadt Stuhlweißenburg (Székesfehérvár) aufbewahrt wurden.
Wegen dieser Verehrung wurde der älteste Sohn von Géza I. König von Ungarn von 1074 bis 1077 aus dem Haus der Arpaden nach dem österreichischen Heiligen Koloman genannt. Prinz Koloman folgte 1095 als König von Ungarn, regierte dort bis 1116 und hinterließ im Byzantinischen Kaiserreich eine Nachkommenschaft, die den Familiennamen Dukas Kalomanos trug. Ein anderer Namensträger aus dem Haus der Arpaden war Prinz Koloman (Ungarische Sprache: Kálmán) der zweite Sohn von König Andreas II. von Ungarn, der als der erste gekrönte König von Galizien und Lodomerien, von 1212 bis 1219 regierte und später bis 1241 Herzog von Slawonien war.

### Gedenktag
Der Gedenk- und Namenstag des heiligen Koloman ist der 13. Oktober. Er wird seit 1244 begangen. An diesem Tag findet seit dem Jahr 1451 auch der Kolomanikirtag in Melk statt.

### Ikonographie
Seine Attribute sind die des Pilgers (Hut, Mantel, Stab, Flasche) und oft auch eine Schlinge in der Hand.

### Schutzpatron

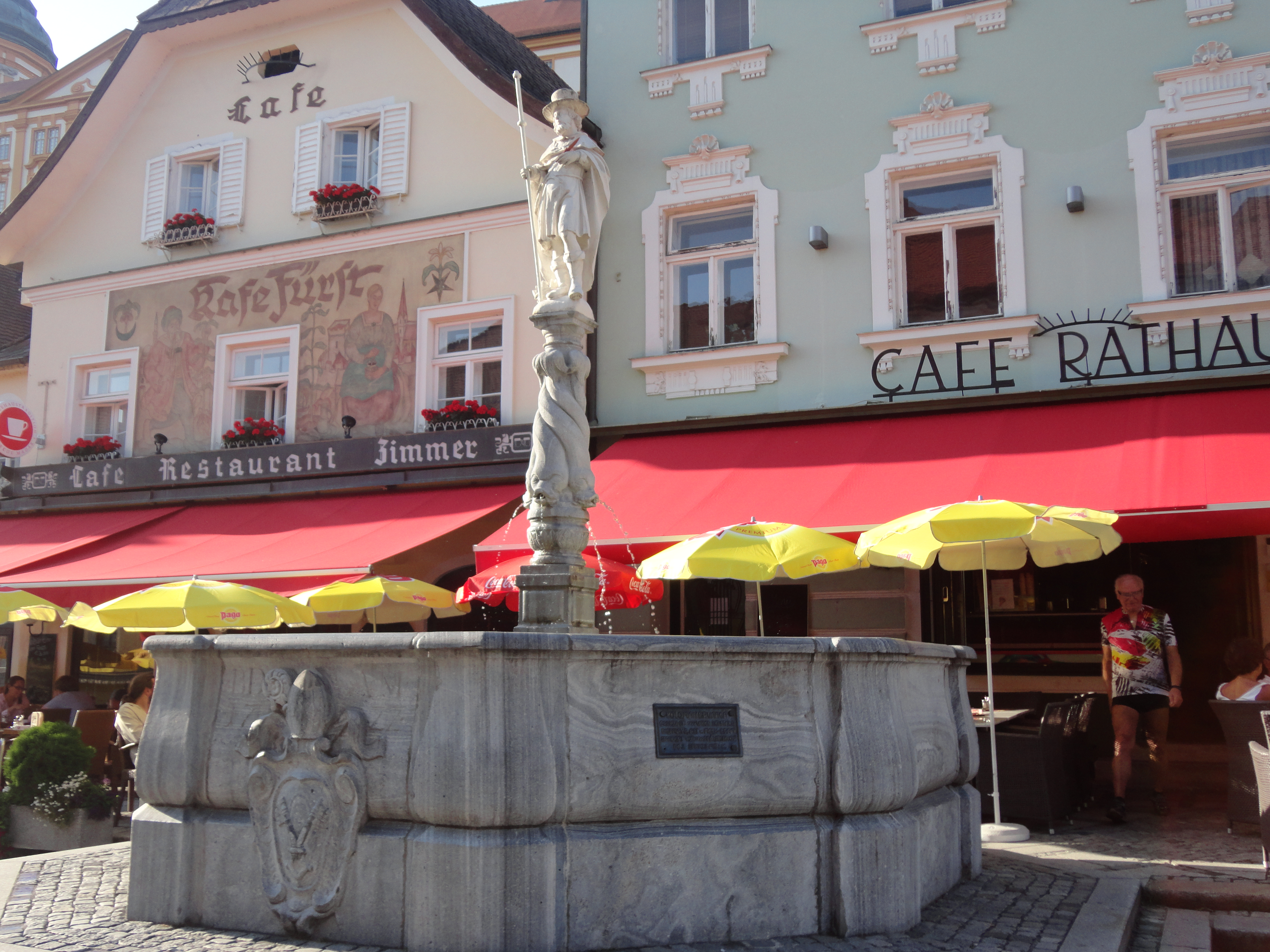
Kolomanibrunnen in Melk

In der Zeit von 1244 bis 1663 war Koloman der Landespatron von Österreich ob und unter der Enns. Dann wurde er als Landespatron vom heiligen Leopold abgelöst. Er ist aber weiterhin der Patron der Städte Stockerau und Melk sowie des Stiftes Melk.
Koloman ist auch Schutzheiliger der zum Tod durch den Strang Verurteilten, der Reisenden und des Viehs. Er soll auch gegen Krankheiten, Kopf- und Fußleiden, Pest, Unwetter, Feuersgefahr, Ratten- und Mäuseplagen beistehen.

### Patrozinien

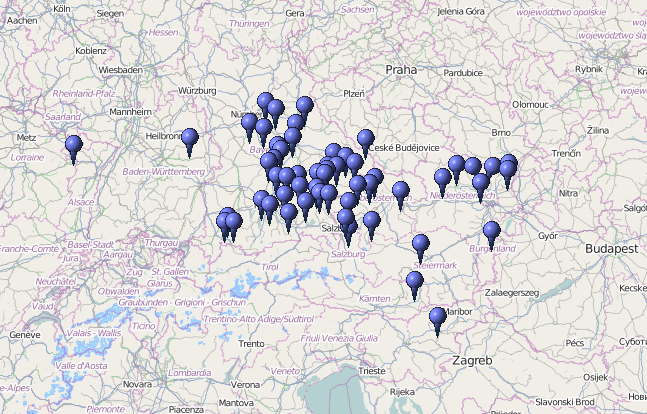
Kolomanskirchen (Erfassung Stand 2014)

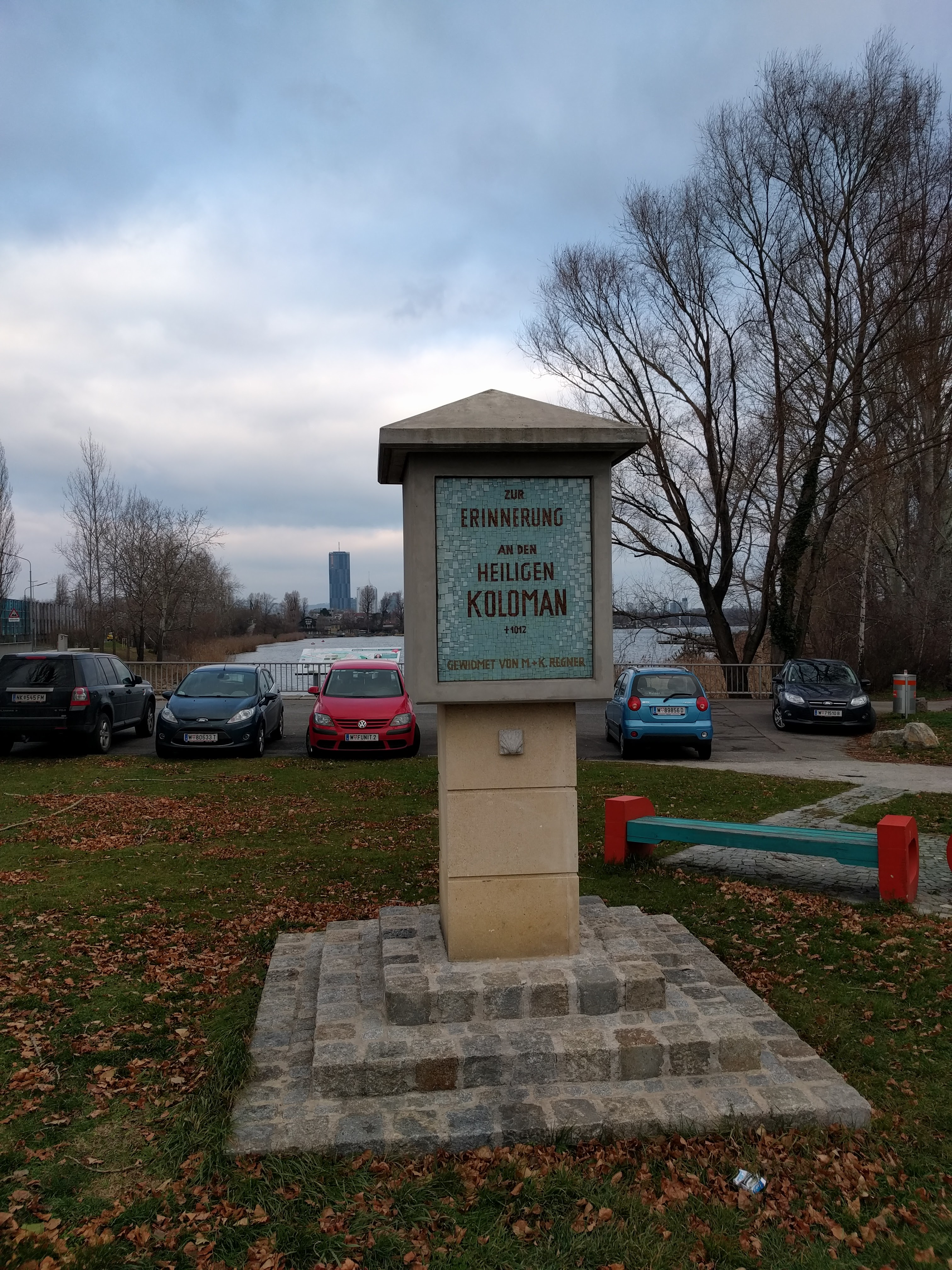
Marterl zur Erinnerung an den Hl. Koloman bei der Alten Donau in Wien

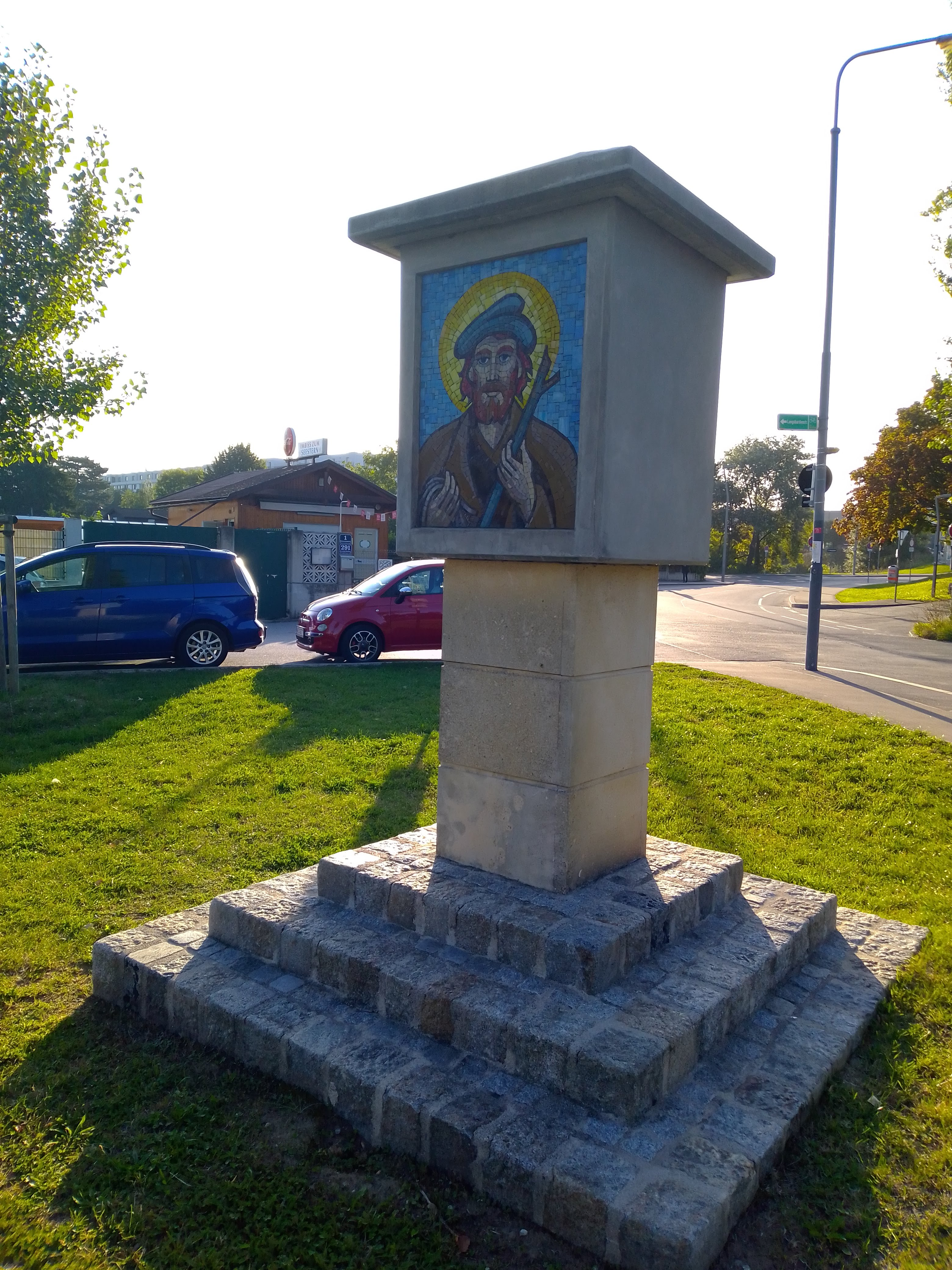
Marterl zur Erinnerung an den Hl. Koloman bei der Alten Donau in Wien

Viele Kirchen in Österreich, Bayern und Schwaben sind dem heiligen Koloman geweiht. So war auch die Burgkapelle der Ruine Aggstein den Heiligen Koloman und Georg geweiht. In Laab im Walde bestand vor 1200 schon eine Colomann-Kapelle, auch die heutige Pfarrkirche ist ihm geweiht. Bereits im 15. Jahrhundert entstand bei Schwangau in Bayern eine Kapelle an der Stelle, an der der heilige Koloman gerastet haben soll.
Kolomanskloster sind das Benediktinerstift Melk und das Kloster Stockerau der Steyler Missionsschwestern (ehemals Franziskaner).
Allein in Österreich sind mehr als 15 Kolomangnadenstätten, wie zum Beispiel der Kolomanistein bei Eisgarn bekannt. Auch der Kolomanibrunnen in der Melker Altstadt ist ihm geweiht. Der Kolomansberg im Salzkammergut heißt ebenfalls nach dem Heiligen.